# Gunnera tamanensis
Gunnera tamanensis là một loài thực vật có hoa trong họ Dương nhị tiên. Loài này được L.E.Moro mô tả khoa học đầu tiên năm 1984.